# (1739) Meyermann
(1739) Meyermann es un asteroide perteneciente al cinturón de asteroides descubierto el 15 de agosto de 1939 por Karl Wilhelm Reinmuth desde el observatorio de Heidelberg-Königstuhl, Alemania.

## Designación y nombre
Meyermann se designó al principio como 1939 PF.
Más adelante fue nombrado en honor del astrónomo alemán Bruno Meyermann (1876-1963).

## Características orbitales
Meyermann está situado a una distancia media del Sol de 2,261 ua, pudiendo acercarse hasta 1,979 ua y alejarse hasta 2,543 ua. Tiene una inclinación orbital de 3,407° y una excentricidad de 0,1247. Emplea 1242 días en completar una órbita alrededor del Sol.